# Magyarország a 2011-es atlétikai világbajnokságon
Magyarország a dél-koreai Teguban megrendezett 2011-es atlétikai világbajnokság egyik részt vevő nemzete volt. Az ország a világbajnokságon 12 sportolóval képviseltette magát. Az egyetlen érmet Pars Krisztián szerezte kalapácsvetésben.

## Érmesek
| Érem      | Versenyző      | Versenyszám   | Dátum         |
| --------- | -------------- | ------------- | ------------- |
| Ezüstérem | Pars Krisztián | Kalapácsvetés | augusztus 29. |

## Eredmények

### Férfi
| Versenyző   | Versenyszám | Előfutam | Előfutam | Előfutam | Elődöntő | Elődöntő | Elődöntő | Döntő   | Döntő    |
| Versenyző   | Versenyszám | Idő      | Hely.    | Össz.    | Idő      | Hely.    | Össz.    | Idő     | Helyezés |
| ----------- | ----------- | -------- | -------- | -------- | -------- | -------- | -------- | ------- | -------- |
| Kazi Tamás  | 800 m       | 1:48,29  | 2.       | 31.      | 1:46,53  | 5.       | 16.      | kiesett | kiesett  |
| Baji Balázs | 110 m gát   | 14,06    | 8.       | 30.      | kiesett  | kiesett  | kiesett  | kiesett | kiesett  |

| Versenyző      | Versenyszám   | Selejtező                | Selejtező                | Döntő    | Döntő     |
| Versenyző      | Versenyszám   | Eredmény                 | Helyezés                 | Eredmény | Helyezés  |
| -------------- | ------------- | ------------------------ | ------------------------ | -------- | --------- |
| Kürthy Lajos   | Súlylökés     | 20,02 m                  | 14.                      | kiesett  | kiesett   |
| Fazekas Róbert | Diszkoszvetés | érvényes kísérlet nélkül | érvényes kísérlet nélkül | kiesett  | kiesett   |
| Kővágó Zoltán  | Diszkoszvetés | 62,16 m                  | 15.                      | kiesett  | kiesett   |
| Pars Krisztián | Kalapácsvetés | 77,21 m                  | 4.                       | 81,18 m  | Ezüstérem |
| Németh Kristóf | Kalapácsvetés | 74,09 m                  | 16.                      | kiesett  | kiesett   |

### Női
| Versenyző         | Versenyszám     | Döntő    | Döntő    |
| Versenyző         | Versenyszám     | Idő      | Helyezés |
| ----------------- | --------------- | -------- | -------- |
| Papp Krisztina    | 10 000 m        | 32:56,02 | 16.      |
| Madarász Viktória | 20 km gyaloglás | kizárták | kizárták |

| Versenyző    | Versenyszám   | Selejtező | Selejtező | Döntő    | Döntő    |
| Versenyző    | Versenyszám   | Eredmény  | Helyezés  | Eredmény | Helyezés |
| ------------ | ------------- | --------- | --------- | -------- | -------- |
| Márton Anita | Súlylökés     | 17,04 m   | 22.       | kiesett  | kiesett  |
| Orbán Éva    | Kalapácsvetés | 68,89 m   | 13.       | kiesett  | kiesett  |

| Versenyző      | Versenyszám | 100 m gát | 100 m gát | Magasugrás | Magasugrás | Súlylökés | Súlylökés | 200 m | 200 m | Távolugrás | Távolugrás | Gerelyhajítás | Gerelyhajítás | 800 m   | 800 m | Végeredmény | Végeredmény |
| Versenyző      | Versenyszám | Idő       | Pont      | Eredmény   | Pont       | Eredmény  | Pont      | Idő   | Pont  | Eredmény   | Pont       | Eredmény      | Pont          | Idő     | Pont  | Pont        | Helyezés    |
| -------------- | ----------- | --------- | --------- | ---------- | ---------- | --------- | --------- | ----- | ----- | ---------- | ---------- | ------------- | ------------- | ------- | ----- | ----------- | ----------- |
| Farkas Györgyi | Hétpróba    | 14,32     | 934       | 180 cm     | 978        | 12,75 m   | 711       | 26,35 | 767   | 578 cm     | 783        | 42,15 m       | 709           | 2:14,33 | 902   | 5784        | 24.         |